# Aratinga
Az aratinga (Aratinga) a madarak osztályának papagájfélék (Psittacidae) családjában és az araformák (Arinae) alcsaládjába tartozó madárnem. A tradicionális Aratinga nemet genetikai vizsgálatokra alapozva ma négy nembe sorolják: Aratinga, Eupsittula, Thectocercus és Psittacara.

## Rendszerezésük
A nemet Johann Baptist von Spix német biológus írta le 1824-ben, jelenleg az alábbi fajok tartoznak ide:
- Aranysapkás aratinga (Aratinga auricapillus)
- Jandaya-aratinga (Aratinga jandaya)
- Sárgabegyű aratinga (Aratinga maculata)
- Nanday-aratinga (Aratinga nenday)
- Naparatinga (Aratinga solstitialis)
- Tambopatai aratinga (Aratinga weddellii)

Korábban ide tartozott, de az Eupsittula nembe átsorolt fajok:
- Azték aratinga (Eupsittula astec)
- Aranyhomlokú aratinga (Eupsittula aurea)
- Kaktuszaratinga (Eupsittula cactorum)
- Narancshomlokú aratinga (Eupsittula canicularis)
- Jamaikai aratinga (Eupsittula nana)
- Barnatorkú aratinga (Eupsittula pertinax)

Korábban ide tartozott, de a Thectocercus nembe átsorolt faj:
- Ékfarkú aratinga (Thectocercus acuticaudatus)

Korábban ide tartozott, de a Psittacara nembe átsorolt fajok:
- Karibi aratinga (Psittacara chloropterus)
- Pirosfejű aratinga (Psittacara erythrogenys)
- Kubai aratinga (Psittacara euops)
- Bordóhomlokú aratinga (Psittacara finschi)
- Andesi aratinga (Psittacara frontatus)
- Zöld aratinga (Psittacara holochlorus)
- Guadalupei aratinga (Psittacara labati)
- Fehérszemű aratinga (Psittacara leucophthalmus)
- Mitrás arartinga (Psittacara mitratus)
- Pirostorkú aratinga (Psittacara rubritorquis)
- Piroshomlokú aratinga (Psittacara wagleri)